# Chrysobothris rugosiceps
Chrysobothris rugosiceps är en skalbaggsart som beskrevs av Melsheimer 1845. Chrysobothris rugosiceps ingår i släktet Chrysobothris och familjen praktbaggar. Inga underarter finns listade i Catalogue of Life.